# Премія за кіносценарій імені Волдо Солта
Премія за кіносценарій імені Волдо Солта (англ. The Waldo Salt Screenwriting Award) — нагорода, яку, починаючи з 1991 року, щорічно присуджують фільмові на кінофестивалі «Санденс». Премію вручає драматичне журі фестивалю за найкращий сценарій до фільму.
Премія носить ім'я видатного американського кіносценариста Волдо Міллера Солта, лауреата премії BAFTA та двох премій «Оскар».

## Володарі нагороди
| Рік  | Фільм                              | Режисер(и)                    | Сценарист(и)                      |
| ---- | ---------------------------------- | ----------------------------- | --------------------------------- |
| 1991 | Тусуючись зі своїми                | Джозеф Васкес                 | Джозеф Васкес                     |
| 1991 | Довір'я                            | Гел Гартлі                    | Гел Гартлі                        |
| 1992 | Танець на воді                     | Ніл Хіменес і Майкл Стайнберґ | Ніл Хіменес                       |
| 1993 | Асорті по-китайськи                | Тоні Чан                      | Едвін Бейкер і Тоні Чан           |
| 1994 | Що трапилося                       | Том Нунен                     | Том Нунен                         |
| 1995 | Життя в забутті                    | Том ДіЧілло                   | Том ДіЧілло                       |
| 1996 | Велика ніч                         | Кемпбелл Скотт і Стенлі Туччі | Стенлі Туччі і Джозеф Тропіано    |
| 1997 | Неділя                             | Джонатан Носсітер             | Джеймс Лездан і Джонатан Носсітер |
| 1998 | Високе мистецтво                   | Ліза Холоденко                | Ліза Холоденко                    |
| 1999 | Уроки кохання                      | Одрі Веллс                    | Одрі Веллс                        |
| 1999 | Король Джо                         | Френк Вейлі                   | Френк Вейлі                       |
| 2000 | Можеш розраховувати на мене        | Кеннет Лонерґан               | Кеннет Лонерґан                   |
| 2001 | Пам'ятай                           | Крістофер Нолан               | Крістофер Нолан і Джонатан Нолан  |
| 2002 | Кохай Лізу                         | Тод Луїсо                     | Ґорді Гоффман                     |
| 2003 | Станційний наглядач                | Томас Маккарті                | Томас Маккарті                    |
| 2004 | Ми тут більше не живемо            | Джон Керран                   | Андре Дюбюс і Ларрі Ґросс         |
| 2005 | Кальмар і кит                      | Ноа Баумбах                   | Ноа Баумбах                       |
| 2006 | Стефані Делі                       | Гіларі Брауер                 | Гіларі Брауер                     |
| 2007 | Ґрейс більше немає                 | Джеймс С. Стауз               | Джеймс С. Стауз                   |
| 2008 | Торговець сном                     | Алекс Рівера                  | Алекс Рівера і Девід Райкер       |
| 2009 | Паперове серце                     | Ніколас Ясеновец              | Ніколас Ясеновец і Шарлін Ї       |
| 2010 | Зимова кістка                      | Дебра Ґранік                  | Дебра Ґранік і Енн Розелліні      |
| 2011 | Ще один щасливий день              | Сем Левінсон                  | Сем Левінсон                      |
| 2012 | Безпека не гарантується            | Колін Треворроу               | Дерек Конноллі                    |
| 2013 | У світі…                           | Лейк Белл                     | Лейк Белл                         |
| 2014 | Близнюки                           | Крейг Джонсон                 | Крейг Джонсон, Марк Гейман        |
| 2015 | Стенфордський тюремний експеримент | Кайл Патрік Альварес          | Тім Талботт                       |
| 2016 | Морріс з Америки                   | Чед Гартіган                  | Чед Гартіган                      |
| 2017 | Інгрід їде на Захід                | Метт Спайсер                  | Девід Бренсон Сміт, Метт Спайсер  |
| 2018 | Ненсі                              | Крістіна Чоу                  | Крістіна Чоу                      |
| 2019 | Репост                             | Піппа Б'янко                  | Піппа Б'янко                      |